# Cratere Dawes (Luna)

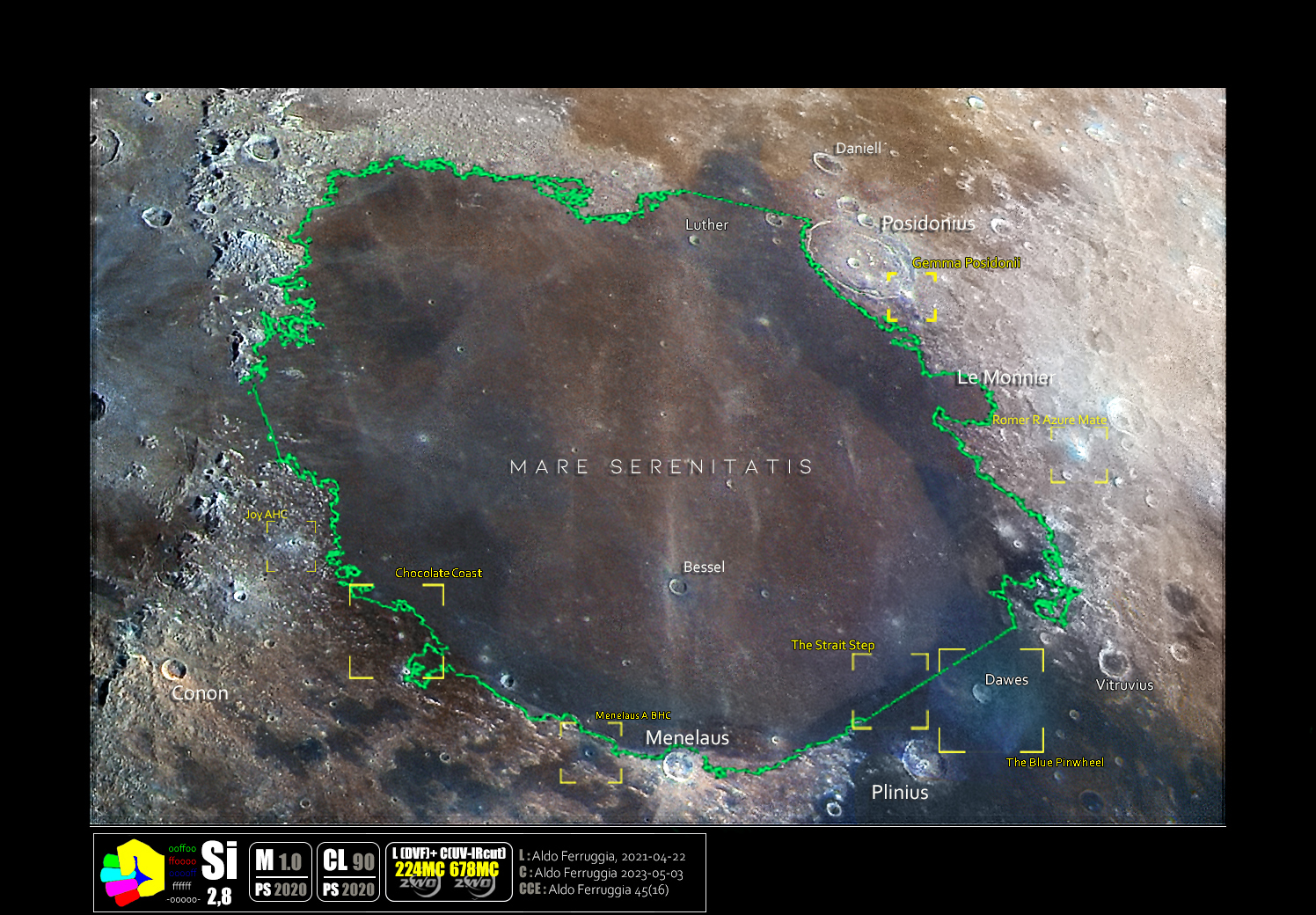
Immagine del cratere(in basso a destra) in formato Si con alcuni reperi selenocromatici. Vedi anche:

Dawes è il nome di un cratere lunare da impatto intitolato all'astronomo britannico William R. Dawes, situato nell'ampio canale che collega il Mare Serenitatis al Mare Tranquilitatis. A sud-ovest si trova il più grande cratere Plinius, mentre a nord-est si eleva il massiccio Mons Argaeus.
Questo cratere ha un bordo netto, quasi circolare, con un perimetro appena appiattito. Al centro vi è una modesta altura, mentre il pianoro interno ha un'albedo più bassa delle regioni circostanti, e presenta numerosi depositi, spesso arcuati, di materiale scagliato da impatti vicini. Le pendici interne sono ripide e prive di erosione da impatti.
Un esame dettagliato di questo cratere ha rivelato la presenza di anditi e canali lungo il margine interno. Per spiegare questo fenomeno è stata avanzata l'ipotesi che micrometeoriti possano creare piccoli smottamenti del bordo interno, formando strutture a burrone. Un fenomeno analogo si presenta per i bordi interni di alcuni crateri marziani.